# خاویر مندس (بازیکن بیسبال)
خاویر مندس (اسپانیایی: Javier Méndez‎؛ زادهٔ ۲۲ آوریل ۱۹۶۴) بازیکن بیسبال اهل کوبا بود.